# Tricyphona diaphanoides
Tricyphona (Tricyphona) diaphanoides là một loài ruồi trong họ Pediciidae. Chúng phân bố ở vùng sinh thái Palearctic.